# Logny-Bogny

Logny-Bogny este o comună în departamentul Ardennes din nordul Franței. În 1 ianuarie 2022 avea o populație de 153 de locuitori.